# یواس‌اس ال‌اس‌تی-۵۵۸
یواس‌اس ال‌اس‌تی-۵۵۸ (به انگلیسی: USS LST-558) یک کشتی بود که طول آن ۳۲۸ فوت (۱۰۰ متر) بود. این کشتی در سال ۱۹۴۴ ساخته شد.